# Brosimum rubescens
Espèce
Synonymes
- Alicastrum rubescens (Taub.) Taub.
- Brosimum angustifolium Ducke
- Brosimum brevipedunculatum Ducke
- Brosimum caloxylon Standl.
- Brosimum lanciferum Ducke
- Brosimum longistipulatum Ducke
- Brosimum paraense Huber
- Brosimum platyneurum Ducke
- Ferolia guianensis Aubl.,1775 - Basionyme
- Parinari guyanensis Fritsch
- Piratinera lancifera (Ducke) Benoist
- Piratinera paraensis (Huber) Benoist
- Piratinera rubescens (Taub.) Pittier[2]

Brosimum rubescens est une espèce de plantes à fleurs de la famille des Moraceae.
C'est un arbre néotropical.
Il est connu dans les Guyanes sous les noms de Satiné rubané, Bois d'arc, Bois de lettre, Bois satiné, Lettre rubané, Lettre ravané, Lettres rouges, Satiné gris, Satiné rubané (Créole/Français), Pairi seine (Palikur), Siton-paya (Paramaka), Ndokali, Weti paya (Aluku), Satijnhout (Hollandais), Doekaliballi ibiberoebaria (Arawak).
Au Venezuela, on le nomme Cajimán, Guanacaste, Marima, Palo de Brasil (Espagnol), Fuiyu, Wadimashu (Yekwana), Wãrãke duthæ (Piaroa), Wishoguatemosi (Yanomami).
Ailleurs, il est connu sous les noms de Amapa rana, Falso pao brasil, Pau rainha, Conduru, Muirapiranga (Portugais du Brésil), Satine, Satine rubane, Satine rouge, Siton paya (Français), Satinwood (Guyana), Legno satino, Ferolia (Italien), Palo de oro (Espagnol), Doekaliballi, Satijnhout, Satinwood, Bloodwood (Anglais).

## Description
Brosimum rubescens est un arbre de la canopée, ou émergent, généralement monoïque, atteignant 30-40 m de haut, pour 1 m de diamètre, et produisant un latex blanc.
Les rameaux feuillés, épais de 1-2(-3) mm, sont anguleux, et couverts d'une pubescence éparse à dense, de couleur jaunâtre à grisâtre.
Le bois parfait est de couleur rouge foncé plus ou moins veiné de noir et très lourd (densité : 0.95-1.05).
Le limbe mesure 2-13 x 1-6,5(7) cm, est coriace à subcoriace, de forme elliptique à étroitement elliptique, lancéolée ou obovale à étroitement obovale (souvent plus larges à l'extrémité inférieure), avec un apex court à longuement acuminé, la base aiguë à obtuse, les marges entières.
La face adaxiale (au-dessus) est glabre, avec la nervure primaire presque plane.
La face abaxiale (en dessous) est glabre à légèrement pubescent, généralement à poils pluricellulaires à tête oblongoïde, avec des aréoles peu poilues, parfois avec une pubescence dense sur la nervure primaire légèrement saillantes à planes.
On compte 10-22 paires de nervures secondaires.
La nervation tertiaire est réticulée (non parallèle).
Les stipules sont fusionnées, connées, entièrement amplexicaules, longues de (0,5–)1-2,5(-4) cm, presque glabres à pubérulentes à subveloutées apprimées, en forme d'éventail, sans nervation proéminente.
Le pétiole est long de 0,2 à 1,3 cm, avec le périderme persistant au séchage (épiderme non desquamé).
Les inflorescences sont généralement bisexuées : 1(-3) fleurs femelles et des fleurs mâles peu nombreuses à nombreuses.
Elles sont de forme (sub)globuleuses, subturbinées à hémisphériques, mesurent 0,2-0,8 cm de diamètre, avec un réceptacle pubérulent, et un pédoncule pubérulent, long de 0,2 à 1,2 cm.
Les fleurs staminées (mâles) ont un périanthe ± réduit, pubérulent, haut de 0,1-0,5 mm de haut, et sont en 3-5 parties, avec 1-3 petites étamines (le filet long de 0,2-0,8 mm, et les anthères mesurant 0,2-0,3 x 0,25-0,4 mm, avec un connectif large et renflé).
Les fleurs pistillées (femelles) comportent style pubérulent, long d'environ 1 mm, un stigmate long de 0,1 à 0,8 mm, et quelques dizaines de bractées pubérulentes jaunâtres à blanches, de 0,4-1,2 mm de diamètre.
Les infructescences sont (sub)globuleuses, atteignant 1-1,5 cm de diamètre, généralement à 1 fruit, devenant rougeâtre à maturité,,,.
L'espèce varie dans l'indumentum, la longueur des stipules et les caractères des inflorescences (dimensions, nombre de fleurs et bractées), mais reste plutôt homogène dans la région des Guyanes, et du bassin amazonien inférieur, mais diffère dans le bassin supérieur de l'Amazone.

## Répartition
Brosimum rubescens est répandu en Amérique tropicale, depuis le Panama, jusqu'au Brésil (bassin amazonien jusque près de Rio de Janeiro) en passant par la Colombie, le Venezuela (Bolívar, Amazonas), le Guyana, le Suriname, la Guyane, l'Équateur, le Pérou, et la Bolivie,,.

## Écologie
Brosimum rubescens croît dans les forêts hautes sempervirentes de terre ferme (non inondées), et au Venezuela autour de 100–200(–1 200) m,. On le rencontre au Suriname dans les forêts de l'intérieur et la pourtour des savanes.
En Guyane, Brosimum rubescens fleurit en septembre, et fructifie en novembre.
La phénologie reproductive, la production et la disponibilité des graines de Brosimum rubescens a été étudiée au Brésil.
La floraison a lieu en fin de saison sèche et la fructification en début de saison des pluies.
Ses graines sont fortement prédatées par des Scolytidae, des Curculionidae et dans une moindre mesure par des vertébrés frugivores.
Les fruits de Brosimum rubescens sont consommés par les singes capucins, les perroquets et les insectes.
La classification taxonomique de Brosimum rubescens a été révisée en 2020
À l'est du Mato Grosso (Brésil), dans la zone de transition entre le Cerrado et l'Amazonie, on trouve des forêts monodominées par Brosimum rubescens, qui ont été étudiées sous divers aspects : 
- sa structure et sa dynamique de régénaration[13],[14],
- sa phytosociologie selon la région[15],
- la pluie de graines[16],
- le développement et la répartition des semis de Brosimum rubescens seon la luminosité[17],
- sa biomasse, son cycle biogéochimique[18],

## Utilisation
Brosimum rubescens produit une gomme abondante, servant pour calfater la coque des embarcations. Ses fruits sont comestibles.
Le bois de Brosimum rubescens est un bois précieux, à l'aubier blanc, dur et compact, deux fois plus étendu que le cœur, qui est d'un beau rouge panaché de jaune, résistant naturellement aux termites et aux champignons.
Ses propriétés mécaniques ont été étudiées.
On l'utilise pour fabriquer des arcs traditionnels, des caractères d'imprimerie d'où ses noms de Bois d'arc et Bois de lettre.
Il est recommandé pour l'ébénisterie (meubles de luxe), la marqueterie (placage tranché), le tournage, les escaliers intérieurs, les lambris intérieur, la lutherie, la sculpture, la charpente lourde, les boiseries, les manches d'outils (bois résilient) et les utilisations haut de gamme.

NB : sa sciure et ses poussières peuvent provoquer des allergies ou une salivation intense.

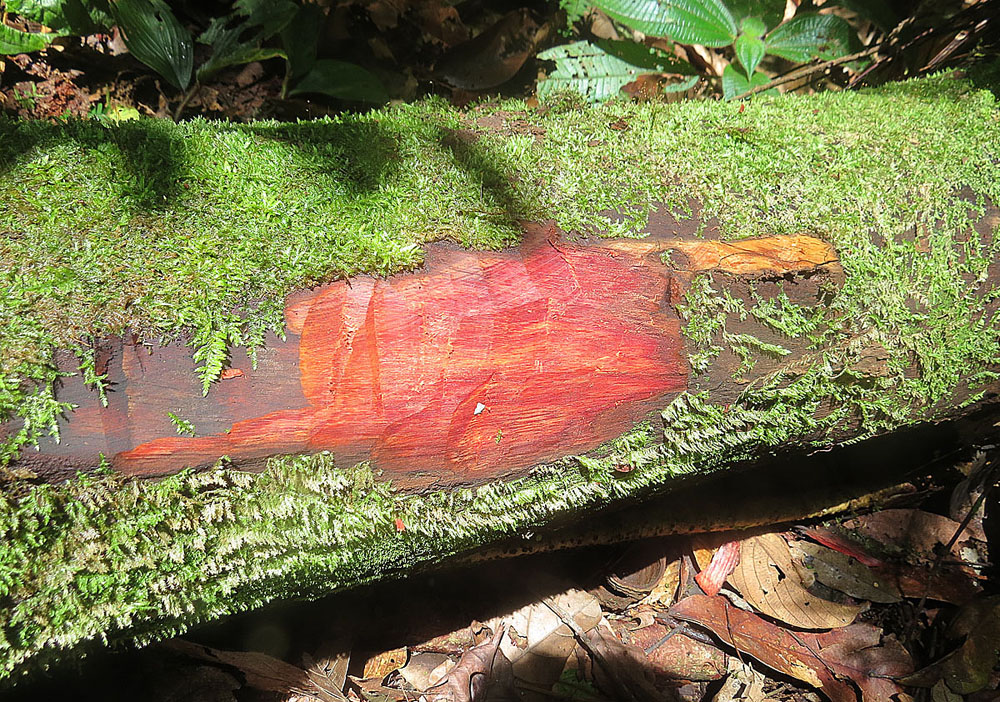
Tronc de Bloodwood (Brosimum rubescens).
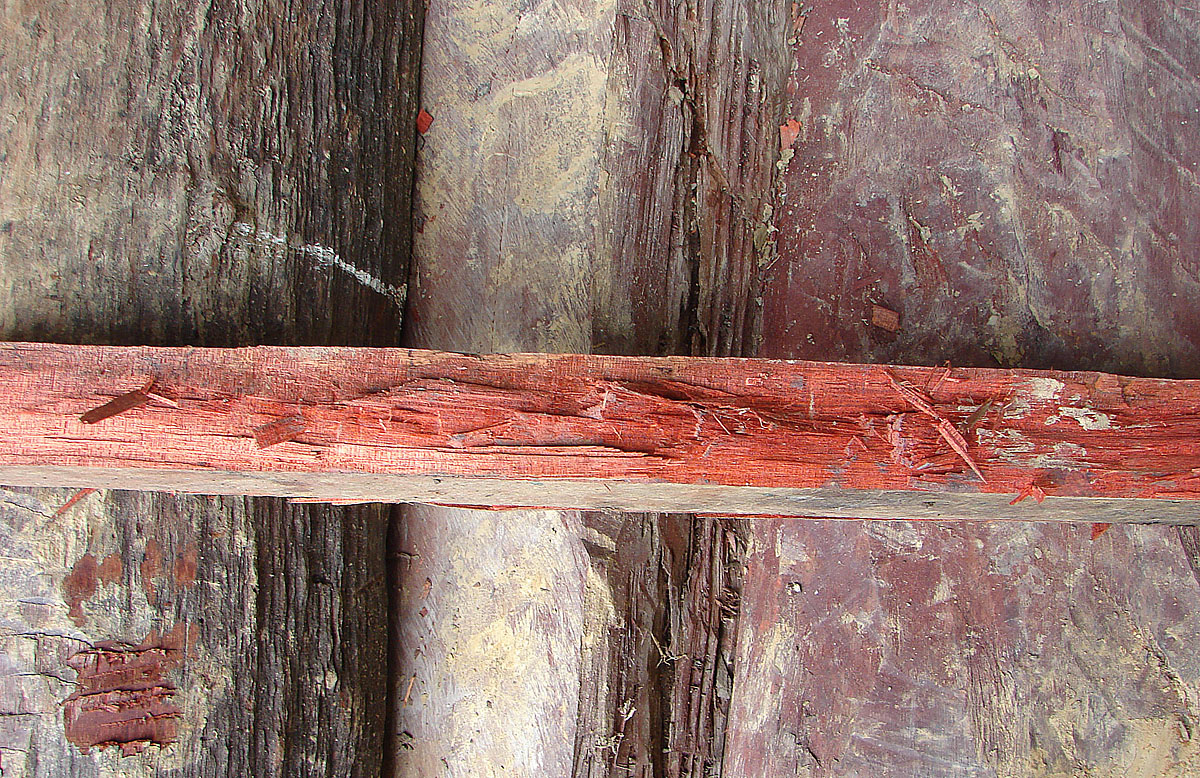
Bois brut de Palo de Sangre (Brosimum rubescens).

On a étudié la variation de la capacité d'imprégnation du bois de Brosimum rubescens au traitement CCA.
Brosimum rubescens est utilisé dans la médecine traditionnelle péruvienne sous le nom de Palo de sangre. On en a extrait des substances originales dérivées de chalcone et de prényl-coumarine, que l'on a nommées palodesangren A-E, et qui présentent un puissant effet inhibiteur sur la liaison entre la 5α-dihydrotestostérone et un récepteur aux androgènes,
Les extraits de Brosimum rubescens présenteraient une activité antipaludique.
Brosimum rubescens est aussi utilisé dans la pharmacopée Xavántes.
L'extraits de sciure de bois de Brosimum rubescens Taub. (qui contient des coumarines) présente des propriétés antifongiques, et a été utilisé avec succès pour lutter contre anthracnose sur les manguiers et les papayers causée par Colletotrichum gloeosporioides (Penz.) Penz. & Sacc. en Colombie.
Les analyses chimiques de l'aubier et du duramen de Brosimum rubescens indiquent un teneur élevée du bois en xanthilethine, en triterpènes 3β-acétoxy-oléan-12-ène-28-al et β-sitostérol.

## Protologue

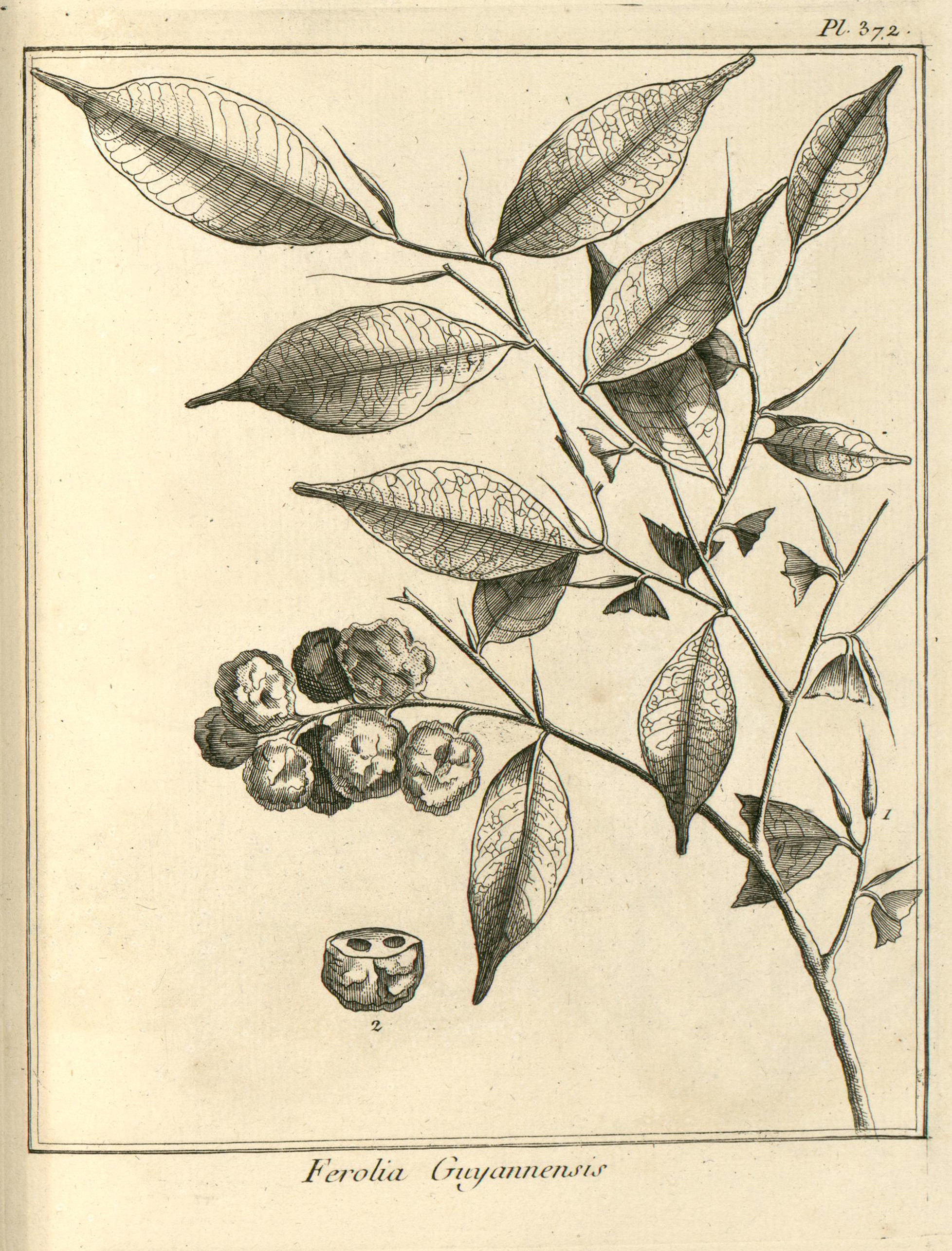
Brosimum rubescens d'après Aublet, 1775
Les fruits & les feuilles ſont repréſentés de grandeur naturelle. - 1. Bourgeon enveloppé d'une ſtipule. - 2. Baie. Noyau coupé en travers.

En 1775, le botaniste Aublet propose pour Ferolia guianensis (synonyme de Brosimum rubescens), le protologue suivant : 

« FEROLIA Guianenſis. (Tabula 372.)

Ferolia arbor, ligno in modum marmoris variato. Barer. Franc. Equin. pag. 51.
Arbor ſexaginta-pedalis, adcacumen ramoſiſſima ; ramis in medio erectis, in circuitu nine indè divaricatis, ramulis gracilibus. Folia alterna, brevi petiolata, glabra, ovata, acuminata, ſuprà viridia, inferne candicantia : ex eorum axillis exfurgit gemma oblonga, tenuis, ariſtata. Fructus racemoſi, axillares & terminates, luteſcentes.
Cortex vulneratus ſuccum fundit lacteum. Lignum trunci internum diverts coloribus variegatur ; maximè ab Europæis expetitur.
Fructum ferebat menſe Maio.
Habitat in ſylvis déſertis & ſuprà colles Comitatûs de Gêne

LE FÉROLE de la Guiane. (Planche 372.)
Le tronc de cet arbre s'élève à quarante ou cinquante pieds, ſur environ trois pieds de diamètre. Il pouſſe à l'on ſommet un grand nombre de branches ; celles du centre ſont perpendiculaires, & les autres ſont horiſontales & s'étendent en tout ſens. Elles ſont chargées d'une multitude de rameaux grêles & garnis de feuilles alternes, ſeſſiles, liſſes, entières, vertes en deſſus, & blanchâtres en deſſous, ovales, & terminées par une longue pointe. Elles ont à leurs aiſſelles un bourgeon enveloppé d'une écaille terminée par un long filet. 
Les fruits naiſſent à l'extrémité des rameaux, en forme de grappes. Ce ſont des baies ſèches, comprimées, arrondies, pointillées, ridées, bordées d'un feuillet membraneux. l'écorce eſt verdâtre & mince ; elle couvre un noyau ride, boſſelé & oſſeux. Il eſt à deux loges, & chacune contient une amande, mais il arrive ſouvent qu'une des deux avorte. 
Les fruits & les feuilles ſont repréſentés de grandeur naturelle. 
Je n'ai pu, pendant tout le temps que j'ai parcouru l'intérieur des terres de la Guiane, me procurer la ſatiſfaction d'obſerver les fleurs de cet arbre, qui n'eſt pas même connu des plus anciens Créoles, quoique ſon bois ſoit une branche de leur commerce. Ceux qui le font, vont chercher cet arbre dans les vieilles forêts ; & pour pouvoir le connoitre ils ſont des entailles ſur tous les troncs qu'ils trouvent renverſés depuis longtemps ſur la terre, qui ſont dépouillés de leur écorce, & dont l’obier eſt entièrement détruit. Avec une eſpèce de ſerpe droite, qu'ils ſuſpendent au poignet, & que pour cette raiſon ils appellent manchette, ils enlèvent des copeaux qu'ils poliſſent avec leur couteau, & ayant reconnu la nature du bois qu'ils déſirent, ils le marquent pour le faire débiter, & enſuite le tranſporter à leurs habitations. Il ne doit point paroitre étonnant qu'ils ne connoiſſent pas cet arbre ſur pied, puiſqu'ils n'attaquent que des vieux troncs abatus. 
L'écorce de cet arbre eſt liſſe & cendrée ; lorſqu'on l'entaille elle répand un ſuc laiteux. Si un arbre à trois pieds & diamètre, l'obier du tronc en a plus de deux ; il eſt blanc, dur, peſant & compacte. Le bois intérieur eſt dur, peſant, & d'un beau rouge panache de jaune ; il prend un beau poli, & reſſemble à du ſatin ; ce qui lui a fait donner le nom de BOIS SATINÉ. Il eſt auſſi nommé BOIS DE FEROLE, du nom d'un ancien Gouverneur de Caïenne, qui a été le premier à l'introduire dans le commerce. 
J'ai trouvé un ſeul de ces arbres chargé de fruit, au mois de Mai, dans la forêt qui eſt près du ſault de la rivière d'Aroura. »

— Fusée-Aublet, 1775.